# Březen 2004
7. března – neděle
 Odstartoval úvodní závod nového ročníku formule 1, Grand Prix Austrálie. Vítězem se stal Michael Schumacher na voze Ferrari.
11. března – čtvrtek
 Při deseti výbuších ve čtyřech předměstských vlacích v Madridu zahynulo 191 lidí. Vláda z útoku, ke kterému došlo tři dny před volbami, obvinila baskickou extrémistickou organizaci ETA, skutečnými pachateli však byli muslimští teroristé. 
14. března – neděle
 V parlamentních volbách ve Španělsku zvítězila Socialistická strana vedená José Luisem Rodríguezem Zapaterou nad Lidovou stranou dosavadního premiéra José María Aznara. Zapatera prosazoval stažení španělských vojáků z Iráku. 
21. března – neděle
 Druhý závod Formule 1, Grand Prix Malajsie vyhrál Michael Schumacher na Ferrari.
29. března – pondělí
 Rozšíření NATO o Bulharsko, Estonsko, Litvu, Lotyšsko, Rumunsko, Slovensko a Slovinsko.